# Oreopsar bolivianus
Oreopsar bolivianus е вид птица от семейство Трупиалови.

## Разпространение
Видът е разпространен в Боливия.